# Monotaxis paxii
Monotaxis paxii är en törelväxtart som beskrevs av G.R. Grüning. Monotaxis paxii ingår i släktet Monotaxis och familjen törelväxter. Inga underarter finns listade i Catalogue of Life.